# Hassan El Bachrioui
Hassan El Bachrioui (Al Hoceima) is een Marokkaanse voetbalcoach van de voetbalclub Raja Al Hoceima.

## Levensloop
Hassan begon van jongs af aan met voetballen. Hij was vroeger meer geïnteresseerd in voetbal dan school. Toen zijn broer naar Nederland was vertrokken, kwam hij bij het eerste team van Al Hoceima.
Toen hij hoorde dat het goed ging met zijn broer Said, kwam hij naar Nederland (Arnhem); daar heeft hij 1 jaar gewoond. Onder andere kreeg hij daar een aanbieding van BV De Graafschap. Hij wees het aanbod af, want hij ging terug naar Marokko.
Daar werd hij opgeroepen voor het Marokkaans olympisch elftal. Op zijn leeftijd van 32 jaar eindigde hij zijn carrière.
Anno 2011 is hij coach van Raja Al Hoceima.